# Gåstjärnen (Graninge socken, Ångermanland)
Gåstjärnen är en sjö i Sollefteå kommun i Ångermanland och ingår i Ångermanälvens huvudavrinningsområde.